# Andrea Mayr
Andrea Mayr, född 15 oktober 1979, är en friidrottare från Österrike. Hon deltog vid olympiska sommarspelen 2012 och olympiska sommarspelen 2016.